# Metalocalypse
Metalocalypse est une série télévisée d'animation américaine en 61 épisodes de 11 et 22 minutes, créée par Brendon Small et Tommy Blacha, diffusée du  6 août 2006 au 27 octobre 2013 sur Adult Swim aux États-Unis et sur Teletoon au Canada. La série retrace les aventures d'un groupe fictif de death metal américano-suédo-norvégien.
La série est diffusée en version originale sous-titrée en français par Adult Swim.

## Synopsis
Le groupe Dethklok jouit d'une popularité mondiale hors du commun (7e puissance économique mondiale) et se compose des cinq membres suivants :
- Nathan Explosion : leader et chanteur ;
- William Murderface : bassiste ;
- Skwisgaar Skwigelf : premier guitariste ;
- Toki Wartooth : second guitariste ;
- Pickles : batteur.

Cette série comique reprend tous les clichés sur le death metal de manière parodique. Les créations originales de musique, en relation avec chaque épisode, participent au succès de la série.

## Voix originales
- Tommy Blacha : Toki Wartooth / William Murderface
- Victor Brandt : General Crozier / Cardinal Ravenwood
- Mark Hamill : Senator Stampingston / Mr. Selatcia / Jean-Pierre
- Brendon Small : Skwisgaar Skwigelf / Pickles the Drummer / Nathan Explosion

Invités :
- Laraine Newman : News Reporter / Grandma / GMILF / mere de Pickles
- Malcolm McDowell : Vater Orlaag
- James Hetfield : Fan borgne, épisodes : 1,3,4,5 saison 1
- Kirk Hammett : Fan aux doigts fumés, épisodes : 1,3,4 saison 1 ; 6,8,10 saison 3
- Jeff Loomis : le therapeute, épisode 8 saison 1
- Michael Amott : Antonio « Tony » DiMarco Thunderbottom, bassiste des Snakes N' Barrels (premier groupe de Pickles) épisode 8 saison 1,
- Warrel Dane : Sammy « Candynose » Twinskins, batteur des Snakes N' Barrels; épisode 8 saison 1,
- Steve Smyth : Snizzy « Snazz » Bullets, guitariste (rythmique) des Snakes N' Barrels; épisode 8 saison 1,
- Mike Patton : Rikki Kixx, guitariste (soliste chanteur) remplaçant pickles à la seconde reformation des Snakes N' Barrels
- George Fisher : L'assassin au masque de fer / Football Player; épisode 13,14,16,20 saison 1
- King Diamond : Ronald von Moldenberg / Employé 421 / The Blues Devil, épisode 11,12,13,14 saison 1
- Silenoz : ???, épisode 1 saison 2
- Mike Keneally : ???, épisode 1 saison 2
- ICS Vortex : ???, épisode 4 saison 2
- Samoth : ???, épisode 5 saison 2
- Ihsahn : ???, épisode 5 saison 2
- Devin Townsend : ???, épisode 7 saison 2
- Richard Christy : ???, épisode 10 saison 2
- Marty Friedman : Mr. Gojira, épisode 11 saison 2
- Angela Gossow : Lavona Succuboso, épisode 13 saison 2
- Scott Ian : ???, épisode 1,2 saison 3
- Joe Satriani : ???, épisode 1,2 saison 3
- Steve Vai : Magnus Hammersmith, le premier guitariste de Dethklok avant Toki, épisode 1,2 saison 3 et épisode 7 saison 4
- Slash : ???, épisode 2 saison 3
- Ace Frehley : ???, épisode 3,7 saison 3
- Grutle Kjellson : ???, épisode 4 saison 3
- Arve Isdal : ???, épisode 4 saison 3
- Herbrand Larsen : ???, épisode 4 saison 3
- Matt Pike : ???, épisode 5 saison 3
- Brann Dailor : ???, épisode 7 saison 3
- Brent Hinds : ???, épisode 7 saison 3
- Troy Sanders : ???, épisode 7 saison 3
- Dave Grohl : ???, épisode 10 saison 3

## Fiche technique
- Producteur : Keith Fay
- Réalisateur : Jon Schnepp (coproducteur)
- Société de production : Madman Entertainment
- Société de distribution : Cartoon Network
- Producteurs exécutif : Brendon Small, Tommy Blacha, Keith Crofford, Nick Weidenfeld

## Épisodes

### Première saison (2006)
1. The Curse of Dethklok
2. Dethwater
3. Birthdayface
4. Dethtroll
5. Dethkomedy
6. Dethfam
7. Performance Klok
8. Snakes 'n' Barrels
9. Mordland
10. Fat Kid at the Detharmonic
11. Skwisklok
12. Murdering Outside the Box
13. Go Forth and Die
14. Bluesklok
15. Religionklok
16. Dethkids
17. Dethclown
18. Girlfriendklok
19. Dethstars
20. The Metalocalypse Has Begun

### Deuxième saison (2007-2008)
1. Dethecution
2. Dethlessons
3. Dethvengeance
4. Dethdoubles
5. Dethfashion
6. Cleanso
7. P.R. Klok
8. Deth Wedding
9. Dethcarraldo
10. Dethgov
11. Dethrace
12. The Revengencers
13. Klokblocked
14. Dethsources
15. Dethdad
16. Snakes N Barrels II: Part 1
17. Snakes N Barrels II: Part 2
18. Dethrecord
19. Dethrelease (22 minutes)

### Troisième saison (2009-2010)
1. Renovation Klok
2. Tributeklok
3. Deth Health
4. Dethmas
5. Fertilityklok
6. Dethsiduals
7. Fatherklok
8. Rehabklok
9. Dethzazz
10. Doublebookedklok

### Quatrième saison (2012)
1. Fanklok
2. Diversityklok
3. Prankklok
4. Motherklok
5. Bookklok
6. Writersklok
7. Dethcamp
8. Dethvanity
9. Going Downklok
10. Dethdinner
11. Breakup Klok
12. Church of the Black Klok

### Téléfilm (2013)
1. Metalocalypse: The Doom Star Requiem